# Powiat lwówecki
Powiat lwówecki är ett politiskt och administrativt distrikt (powiat) i sydvästra Polen, tillhörande Nedre Schlesiens vojvodskap. Distriktet hade 47 106 invånare i juni 2010. Huvudort och största stad är Lwówek Śląski.

## Kommunindelning
Distriktet indelas i fem stads- och landskommuner. Invånarantal 2009 anges inom parentes.
- Gryfów Śląski (9 959)
- Lubomierz (5 956)
- Lwówek Śląski (17 854), huvudort
- Mirsk (8 914)
- Wleń (4 511)